# 23e division (armée impériale japonaise)
Pour les articles homonymes, voir 23e division.
La 23e division (第23師団, Dai-nijū-san shidan) est une unité d'infanterie de l'armée impériale japonaise. Son nom de code est Division Lever de soleil (旭兵団, Kyoku-heidan). La 23e division est créée à Kumamoto le 4 avril 1938 le même jour que les 15e, 17e, 21e et 22e divisions, dans le cadre d'un renforcement de l'armée après le déclenchement de la seconde guerre sino-japonaise. Le premier commandant de la division est Michitarō Komatsubara.

## Histoire

### Bataille de Khalkhin Gol
La 23e division est presque immédiatement envoyée à la frontière nord du Mandchoukouo pour remplacer une brigade de cavalerie comme garnison à Hailar (actuelle Mongolie-Intérieure). Elle est ainsi la première division japonaise présente à la bataille de Khalkhin Gol contre l'Union soviétique du 11 mai au 15 septembre 1939. Elle engage les forces soviétiques avec des détachements de plus en plus grands, d'abord avec un régiment de reconnaissance (en) (qui est rapidement perdu et réformé) puis avec le 64e régiment d'infanterie qui est également défait et forcé de se replier. Une tentative de contre-attaque le 4 juillet 1939 échoue, augmentant les pertes, dont celui du chef d'État-major de la division. Le 4 août 1939, la 23e division est subordonnée à la 6e armée alors que le conflit continue de plus belle. Le reste de la division est presque annihilé après avoir été encerclé à la suite d'une attaque soviétique le 20 août 1939. Les régiments d'infanterie cessent d'exister comme unités combattantes le 29 août 1939 et tous leurs commandants sont tués. Durant la bataille, la 23e division perd 11 958 hommes, soit environ 80 % de ses effectifs. En outre, la seule unité de la division a ne pas avoir subi de pertes écrasantes est le régiment de reconnaissance qui a réussi à échapper à l'encerclement soviétique. Par la suite, le général Michitarō Komatsubara est rappelé au Japon en disgrâce.

### Guerre du Pacifique
Le reste de la 23e division retourne au Japon et est assignée à la force frontalière No 8 (la future 119e division (en)) en 1940. Progressivement, la division est reformée comme exemple de division d'infanterie mécanisée. En 1944, revenu à son plein effectif, la 23e division est assigné en garnison à Taïwan en laissant la plupart de ses véhicules et équipements lourds à la 119e division.
Cependant, à la vue de la détérioration de la situation japonaise aux Philippines contre les Américains, la 23e division est réassignée sur l'île de Luçon sous le contrôle de la 14e armée régionale. Elle subit de lourdes pertes quand son convoi de transport (le convoi Hi-81 (en)) est attaqué à la mi-novembre 1944. Elle arrive juste à temps pour engager le combat contre les Américains lors de l'invasion du golfe de Lingayen. Durant cette bataille, et les combats suivants contre les forces américaines et philippines, comme lors de la bataille de Luçon en mars 1945, la 23e division perd 24 508 hommes au combat sur un total de 29 636. À un moment, la division ne reçoit plus de rations d'alimentation ce qui provoque une famine générale chez les soldats. La 23e division cesse d'exister après la bataille de Luçon et les survivants se replient sur Bokod au moment de la capitulation du Japon du 15 août 1945.